# Ermelo (Arcos de Valdevez)
Ermelo is een plaats (freguesia) in de Portugese gemeente Arcos de Valdevez en telt 142 inwoners (2001).

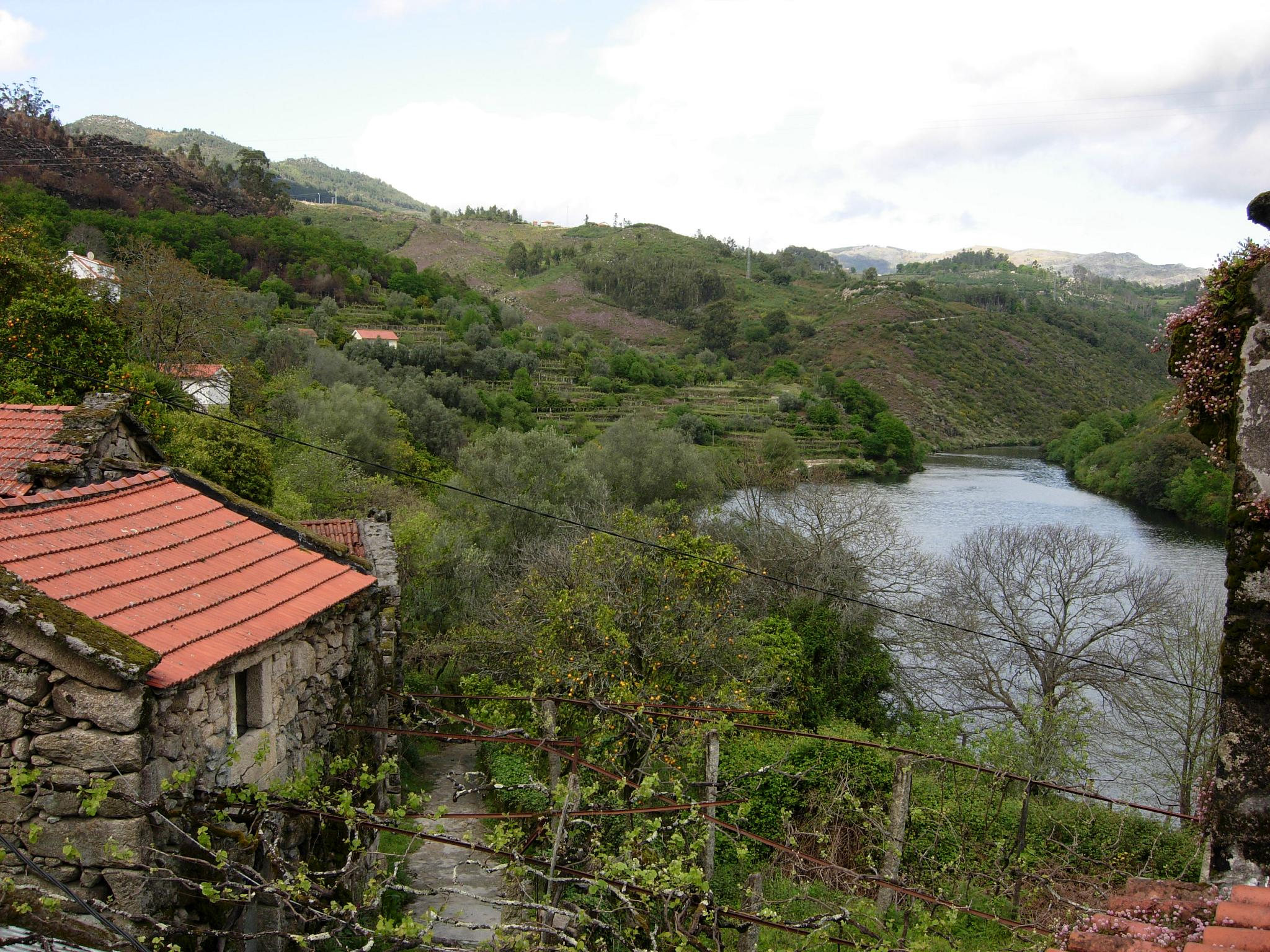
Ermelo
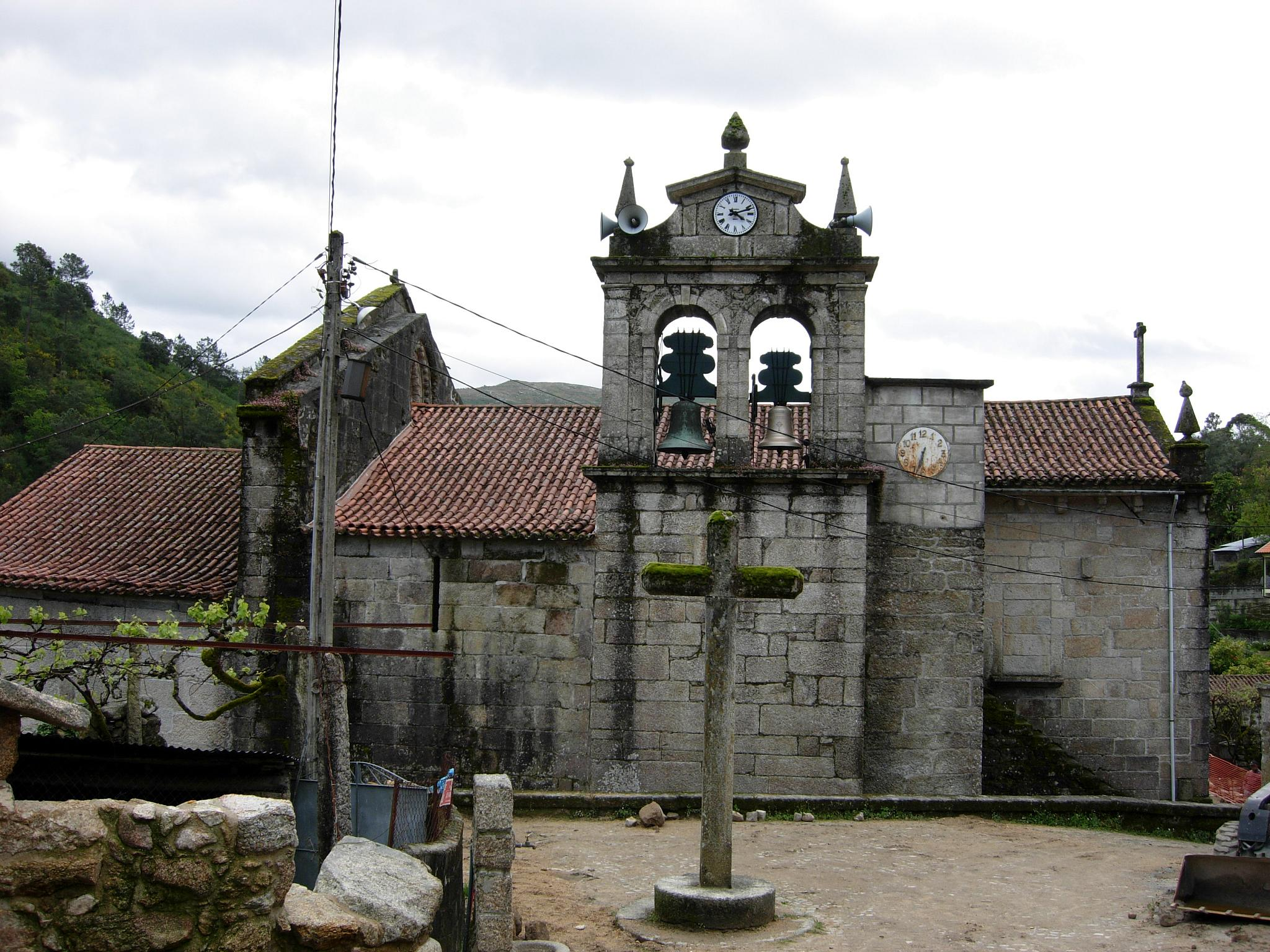
Klooster Santa María, Ermelo

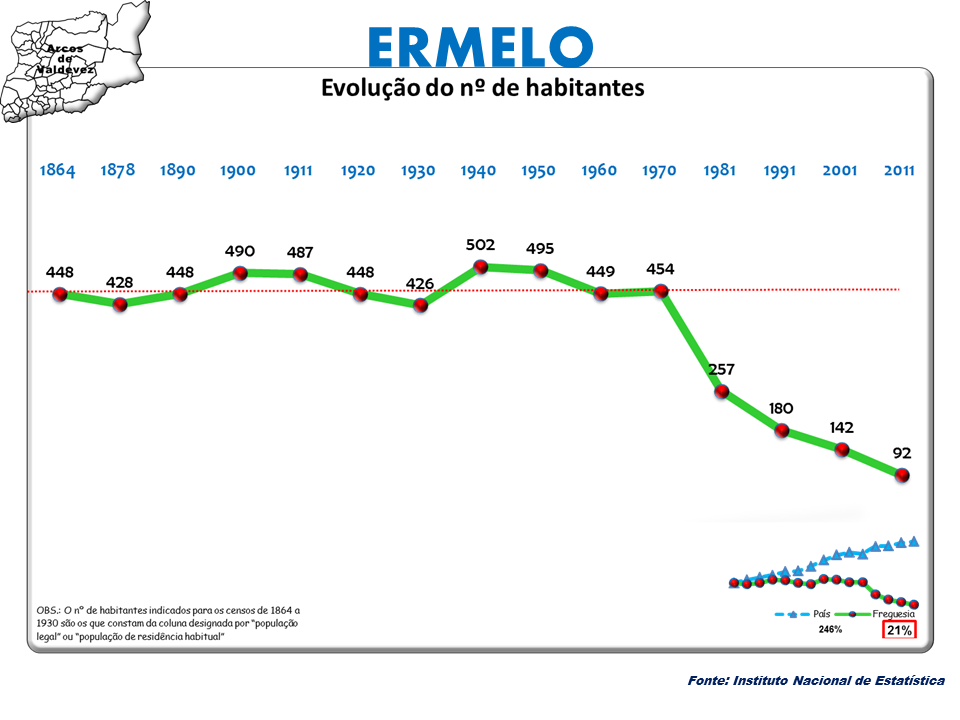
Bevolkingsontwikkeling tussen 1864 en 2011